# Mont Nemrut
A Turquia també hi ha un volcà anomenat Nemrut
El mont Nemrut (turc: Nemrut Dağı; armeni: Նեմրութ լեռ; kurd: Çiyayê Nemrûdê; grec antic: Όρος Νεμρούτ) és una muntanya de 2.134 metres d'altitud del sud-oest de Turquia, destacable per una sèrie de grans estàtues erigides al seu cim al voltant del que se suposa que és una tomba reial del primer segle aC.

## Localització i descripció
La muntanya se situa a 40 km (25 mi) al nord de Kahta, a prop de la ciutat d'Adıyaman. L'any 62 aC, el rei Antíoc I de Commagena va fer construir al cim de la muntanya una tomba santuari flanquejada per enormes estàtues de 8–9 m (26-30 peus) d'alçada, representacions de si mateix, dos lleons, dues àligues i diversos déus de les mitologies grega, armènia i iraniana, com Hèracles-Vahageni, Zeus-Aramazd o Oromasdes (associat amb el déu iranià Ahura Mazda), Tique i Apol·lo-Mitra. Aquestes estàtues mostraven les divinitats assegudes, amb inscripcions dels seus noms respectius. Amb el temps, els caps de les estàtues han estat davallats de la seva posició originària, mostrant-se actualment escampats per terra.
Les mostres visibles de danys que s'observen als caps (en particular, als nassos) suggereixen que probablement van ser deliberadament enderrocats pels seguidors del moviment iconoclasta. Les estàtues no han estat restablertes a les posicions originàries. El lloc també conserva diverses lloses de pedra amb figures en baix relleu que es pensa que formaven un gran fris. Aquestes lloses mostren avantpassats d'Antíoc, d'orígens grec i persa.
Les mateixes estàtues i avantpassats de l'enclavament es poden trobar també al túmul, que fa 49 m d'alt i 152 m de diàmetre. Les estàtues mostren trets facials grecs amb roba i pentinats perses.
La terrassa occidental conté una gran llosa amb un lleó que mostra la disposició de les estrelles i els planetes Júpiter, Mercuri i Mart el dia 7 de juliol de l'any 62 aC. Això podria ser una indicació de quan es va iniciar la construcció d'aquest monument. La part oriental està força ben conservada, amb diverses capes de roca i un corriol que segueix la base de la muntanya i que mostra proves d'haver estat un passadís fortificat que connectava les dues terrasses (est i oest). Es pensa que aquest monument podria haver tingut un paper important en cerimònies religioses, motivat per la seva vinculació astronòmica, i alhora religiosa.
La disposició especial d'aquestes estàtues es coneix pel terme hierotesió. S'han trobat configuracions similars a Arsameia del riu Nimfeus, a l'hierotesió del pare d'Antíoc, Mitridates I de Commagena.

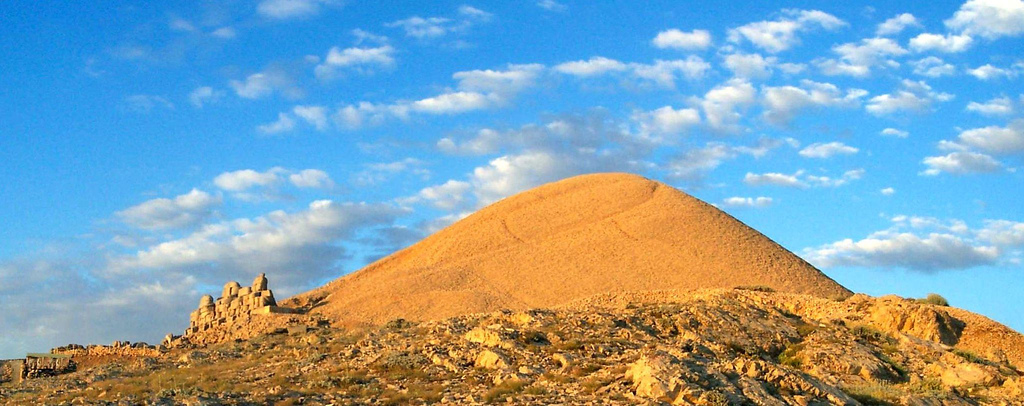
Entorn de Nemrut Dağı

## Terrassa nord
Aquesta terrassa va ser utilitzada com a punt de trobada dels pelegrins que pujaven pels diferents camins existents als vessants de la muntanya. Les estàtues colossals d'un lleó i d'una àliga flanquejaven l'entrada. Malauradament, aquesta és la més malmesa de les tres terrasses.

## Terrassa oest
Presentava cinc estàtues colossals de figures assegudes de 9 metres d'alçària. Actualment els caps es mostren escampats als seus peus. Es representava el sobirà Antíoc I amb la dea de la sort Tique, Zeus-Oromasdes (pare dels déus de les mitologies grega i romana), Apol·lo-Mitra, Hèlios-Hermes i Hèracles-Artagnes-Mart. Als dos extrems, s'ubicaven el lleó i l'àliga, símbols de la dinastia reial Commagena.
Una llosa representa l'anomenat lleó astral, considerat un dels més antics horòscops del món, i d'interpretació incerta: hi ha estudiosos que pensen que commemora l'ascensió al tron d'Antíoc I o bé el seu aniversari o la data de la fundació del lloc. El que és cert és que indica el 6 de juliol del 61 aC, o bé del 62 aC.

## Terrassa est
En aquesta terrassa, tot i que les estàtues sense cap són similars a les de la terrassa oest, la seva posició és diferent: una escala monumental condueix als altars, mentre que dues escales laterals condueixen als déus col·locats a sobre. Els cossos dels personatges asseguts es conserven perfectament, mentre que els seus caps es troben en pèssimes condicions. La base davantera del gran altar és perfectament visible.
Darrere de les bases de les estàtues, numerades amb lletres romanes, hi ha un text en grec que expressa la voluntat d'Antíoc I de ser enterrat en aquest lloc, així com els ritus duts a terme en honor seu.

## Història antiga
En ser derrotat l'Imperi Selèucida pels romans el 190 aC en la batalla de Magnèsia, va començar la seva decadència i la divisió del seu territori en diversos estats. El Regne de Commagena va ser una nació selèucida successora que va ocupar un territori entre les muntanyes del Taure i el riu Eufrates. L'estat de Commagena aplegava un ampli ventall de cultures que va permetre al seu líder Antíoc I, des del 62 aC al 38 aC, dur a terme un projecte religiós peculiar, vinculat a la seva dinastia, i en el qual s'inclou no sols divinitats gregues i perses, sinó que també es divinitza el mateix monarca i la seva família. Aquest impuls religiós va obeir probablement la voluntat d'Antíoc per unificar el seu regne multiètnic i reforçar l'autoritat de la seva dinastia.
Antíoc va impulsar aquests cultes com a via per assolir la felicitat i la salvació del seu poble. Molts dels monuments del mont Nemrut són ruïnes del culte imperial de Commagena. L'àrea més important del culte era la tomba d'Antíoc I, decorada amb estàtues colossals de pedra calcària. Malgrat que el culte imperial no va prosperar gaire després de la desaparició d'Antíoc, altres successors seus van fer construir les seves pròpies tombes també al mont Nemrut. La muntanya roman coberta de neu durant aproximandament la meitat de l'any, factor que ha ajudat a l'erosió dels seus monuments i al seu estat actual de ruïna.

## Història moderna
L'enclavament va ser excavat el 1881 per Karl Sester, un enginyer alemany encarregat de l'avaluació de les rutes de transport dels otomans. Les excavacions posteriors no han pogut revelar la ubicació precisa de la tomba d'Antíoc, encara que es creu que Nemrut és el lloc veritable del seu enterrament. Les estàtues, totes decapitades, no han estat restaurades al seu estat originari.

## Visita a Nemrut
El 1987, el mont Nemrut va ser declarat Patrimoni de la Humanitat per la UNESCO. Els turistes acostumen a visitar Nemrut entre els mesos d'abril i d'octubre. La propera ciutat d'Adıyaman és un bon lloc des d'on accedir al monument amb cotxe o autobús, i fins i tot es pot visitar des d'allà amb helicòpter. També hi ha visites nocturnes des de Malatya o Kahta. El mont Nemrut forma part d'una zona geogràfica anomenada altiplà d'Armènia.

## Galeria

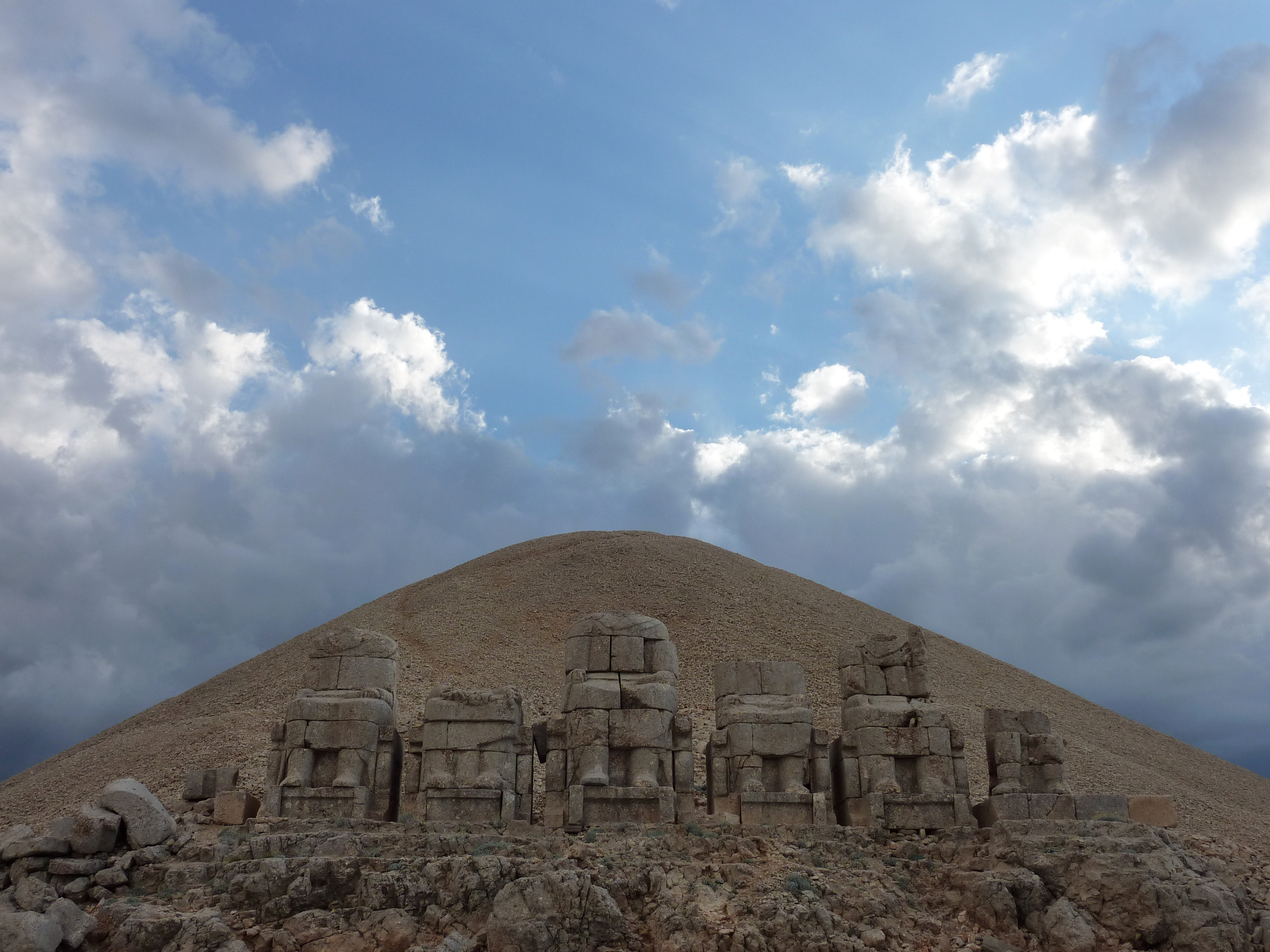
Mont Nemrut
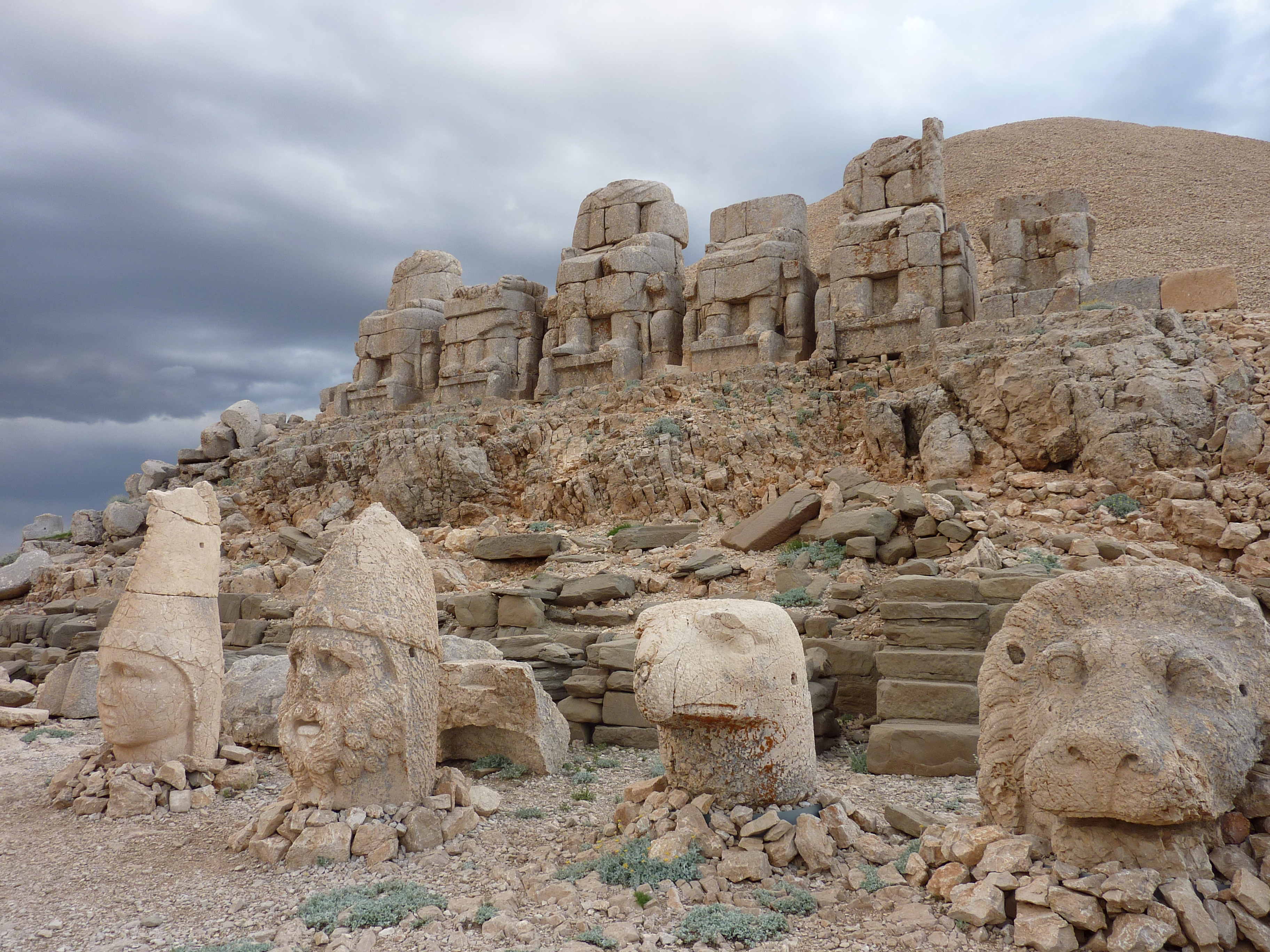
Terrassa est
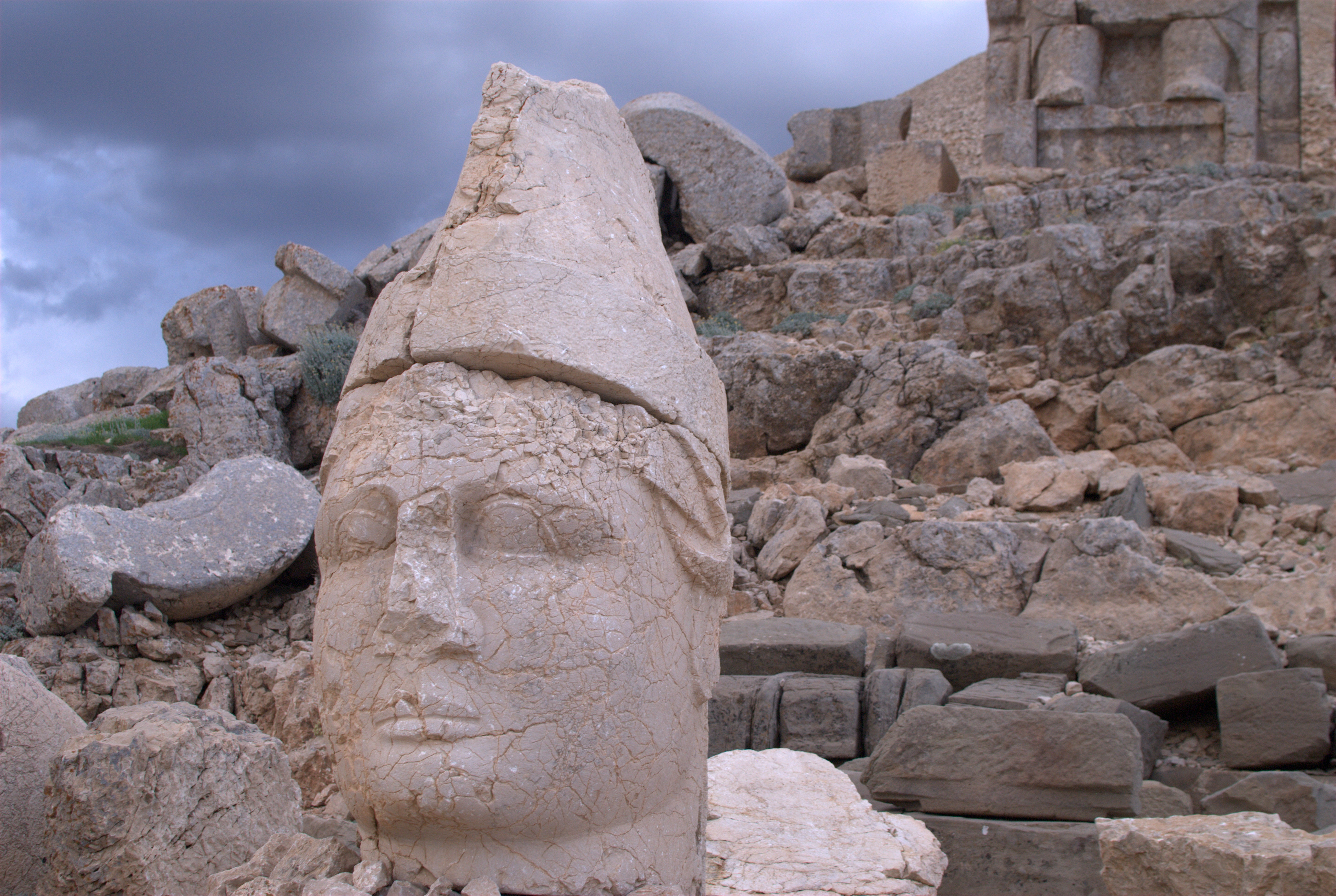
Mont Nemrut
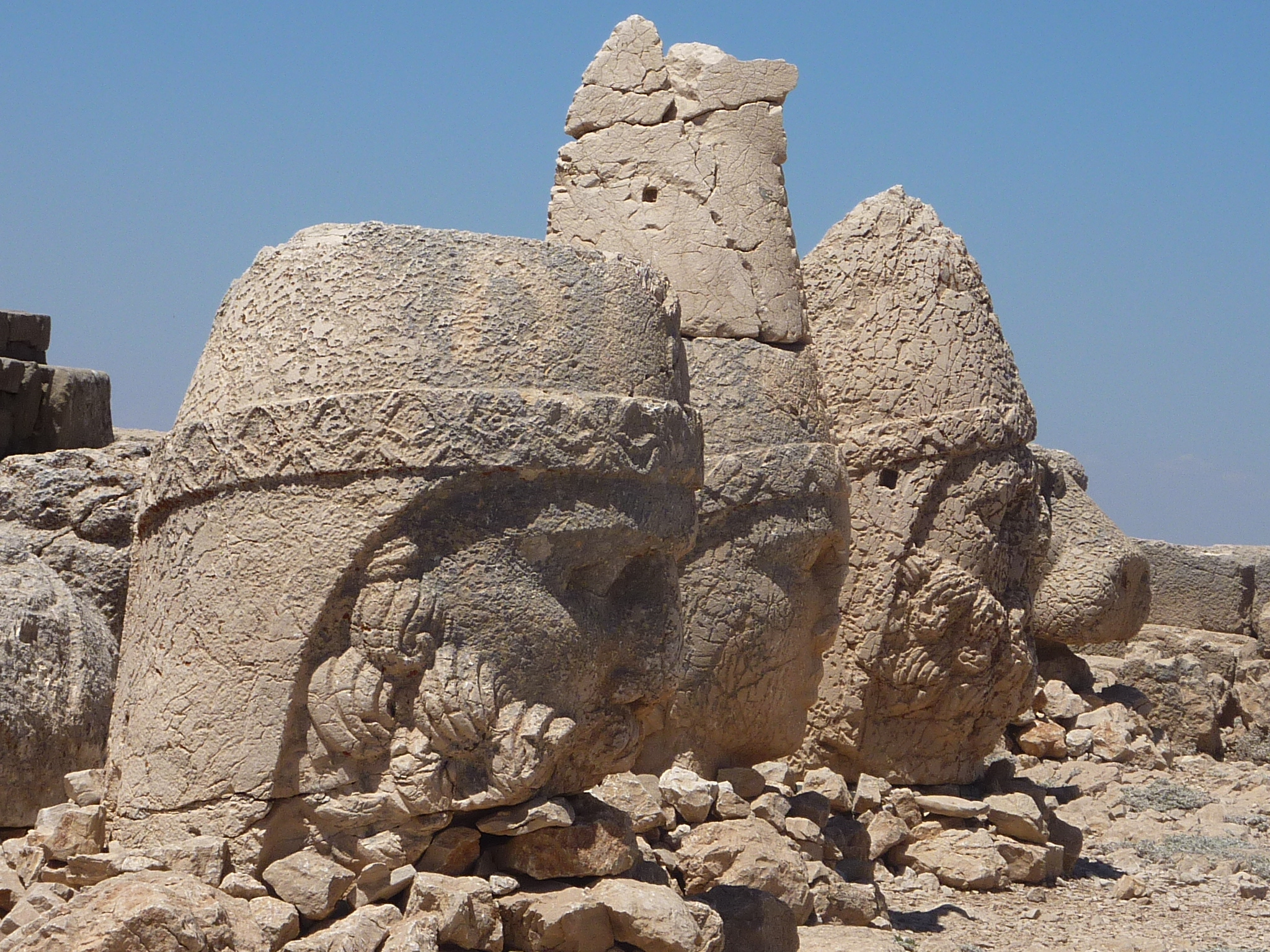
Caps d'estàtues
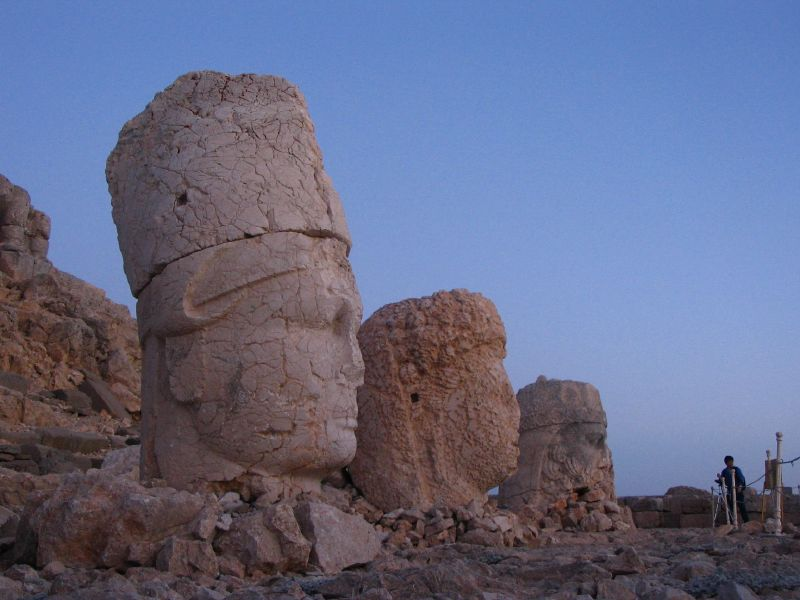
Caps d'estàtues
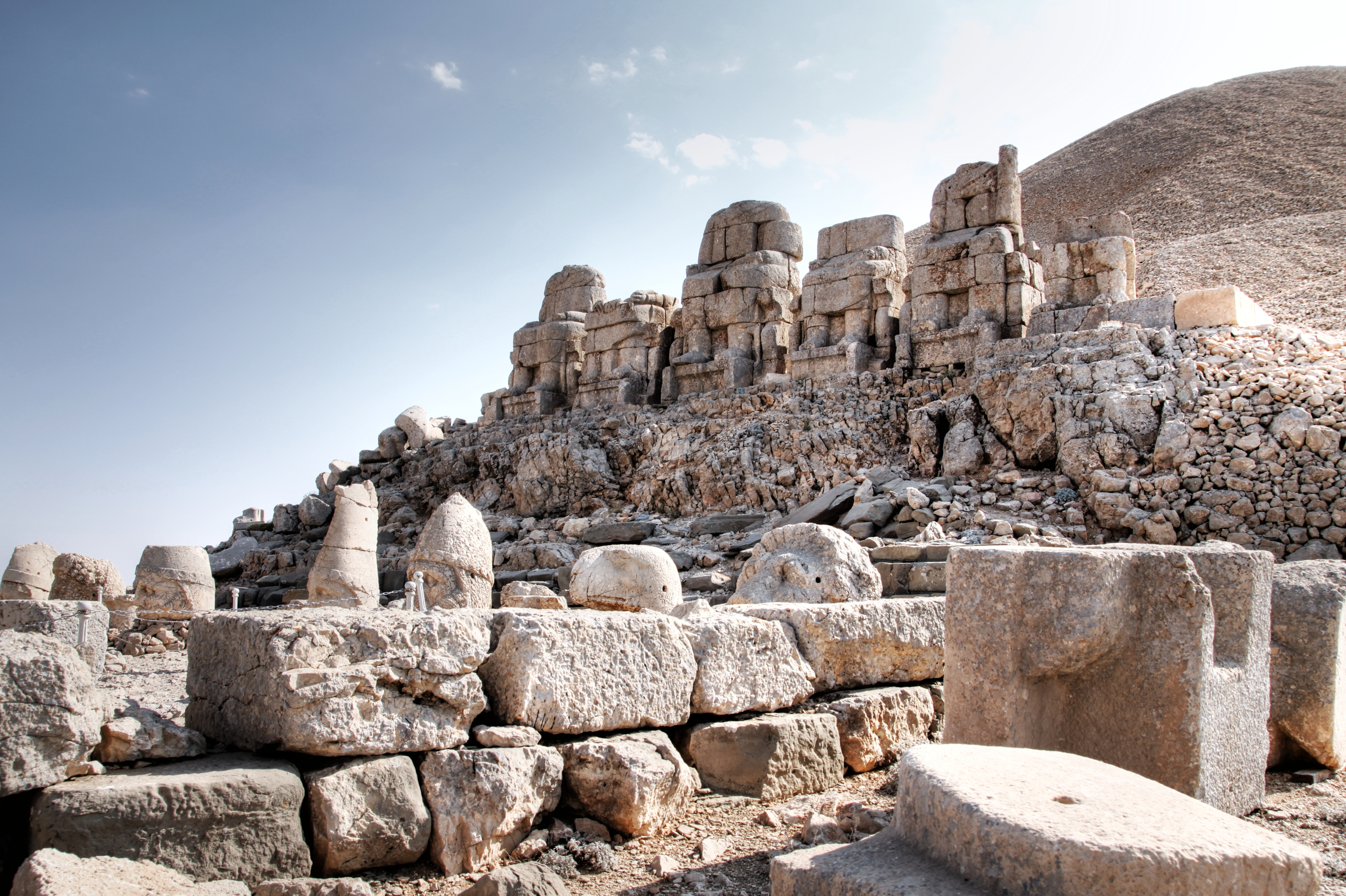
Terrassa est
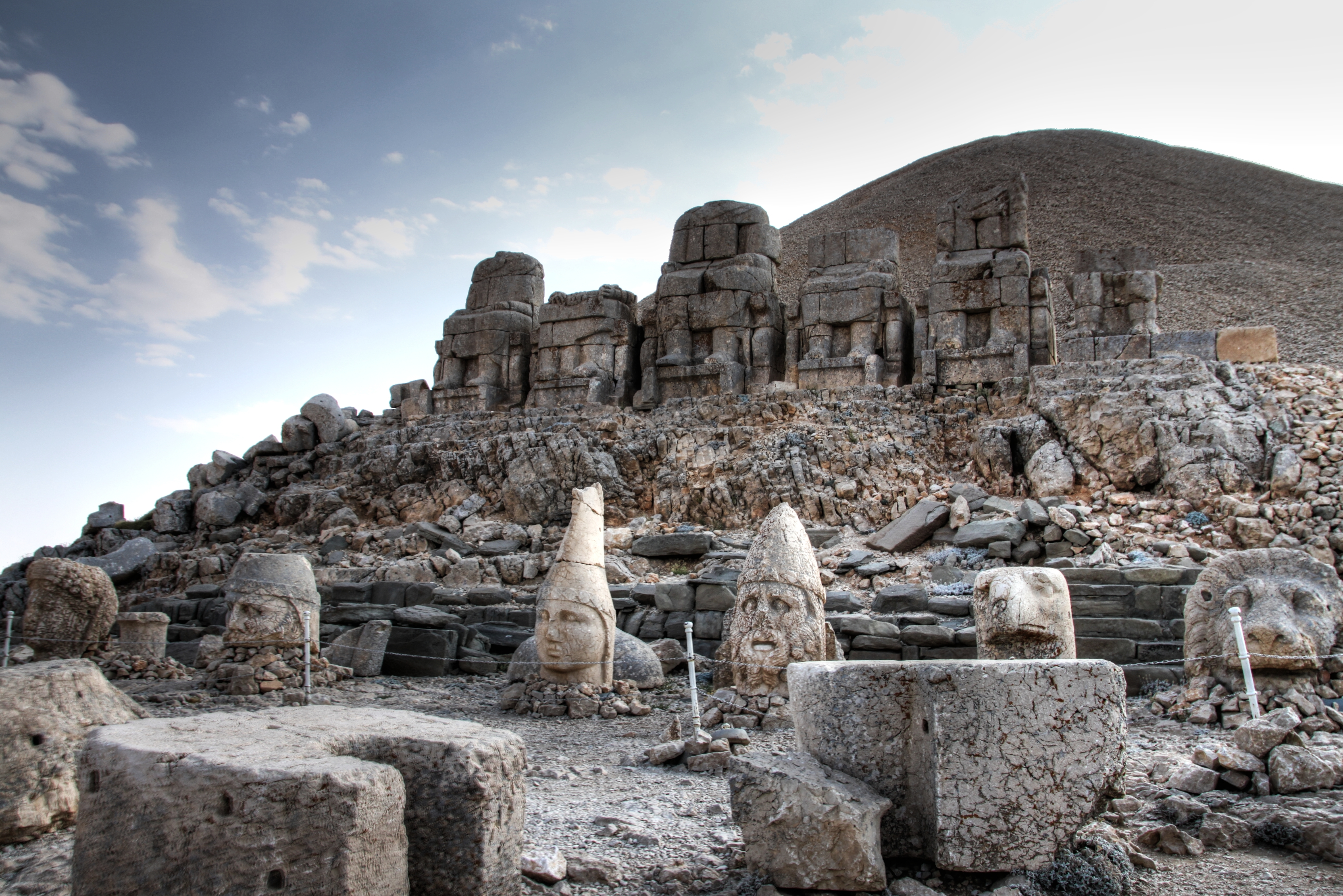
Terrassa est
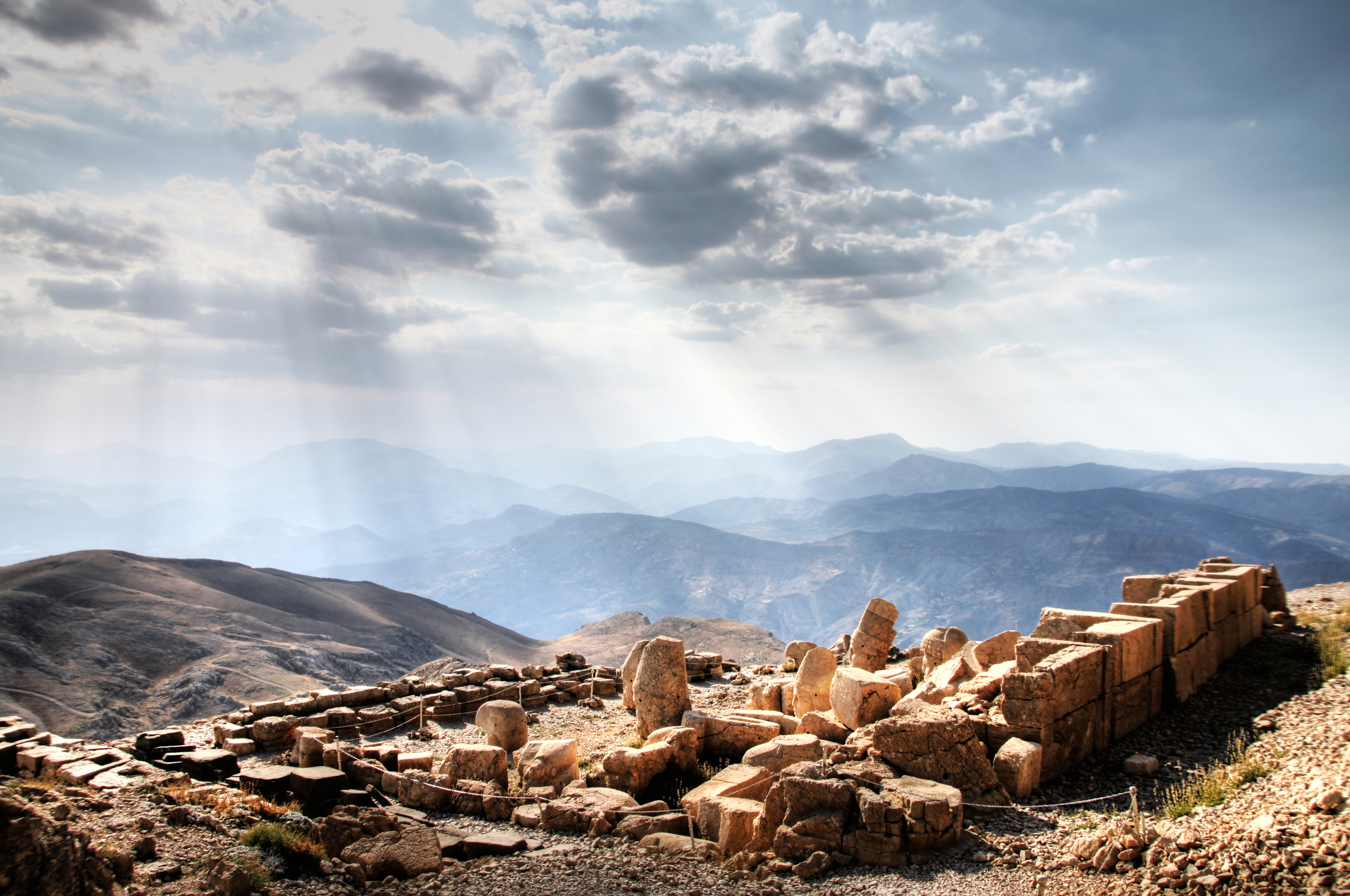
Terrassa oest
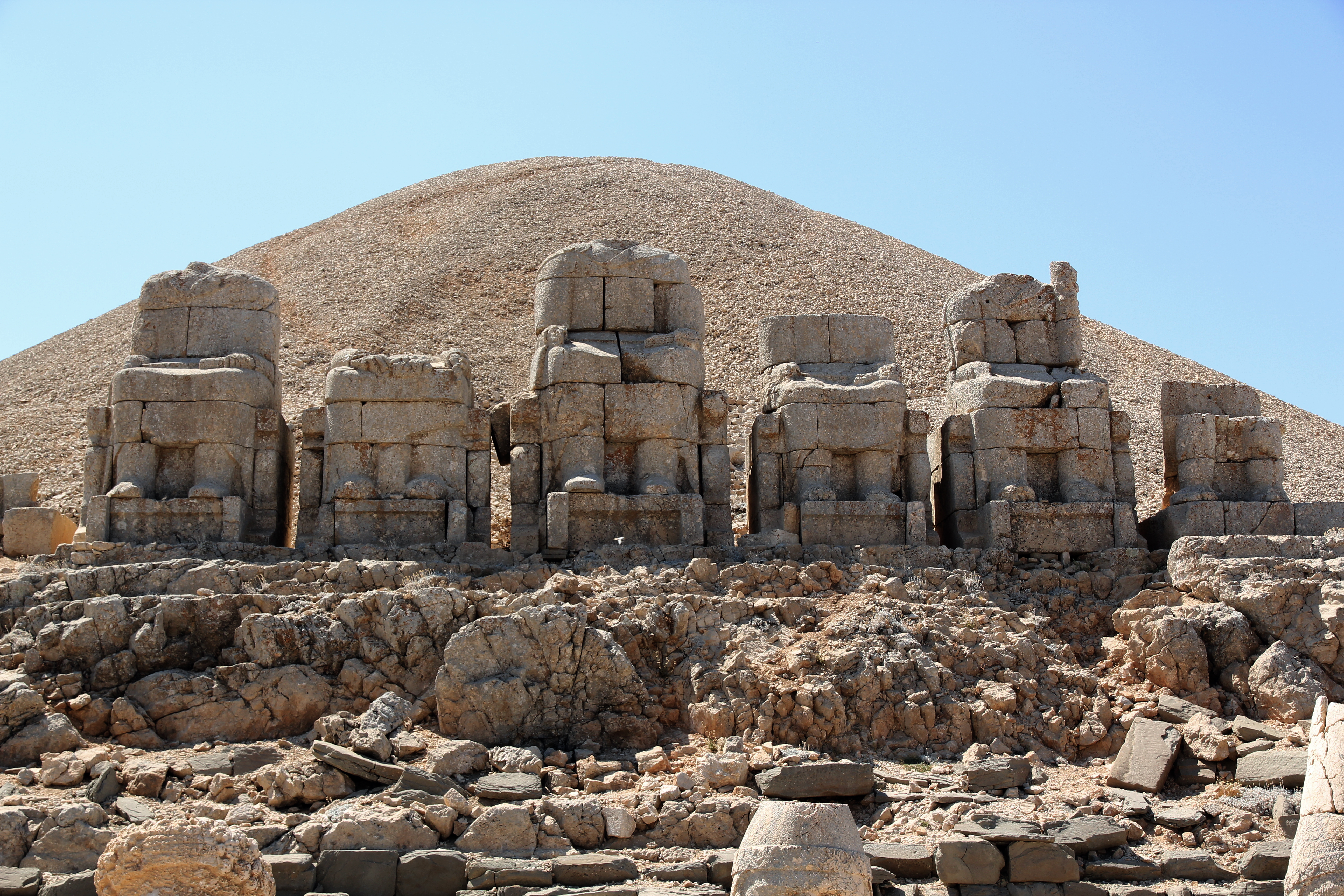
Terrassa est: Trons
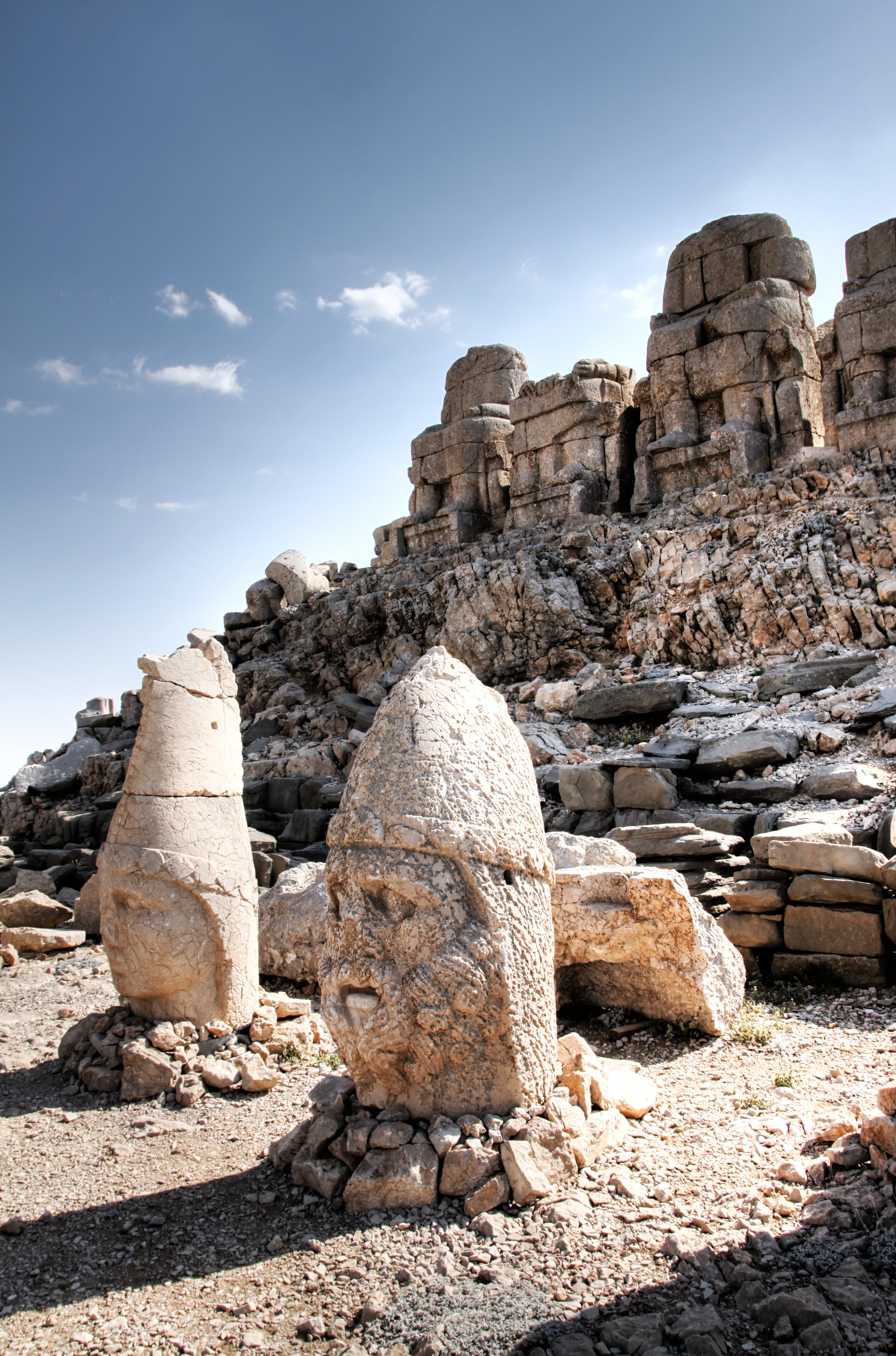
Terrassa est: Caps d'Antiochus I Theos i Heracles Artagnes Ares
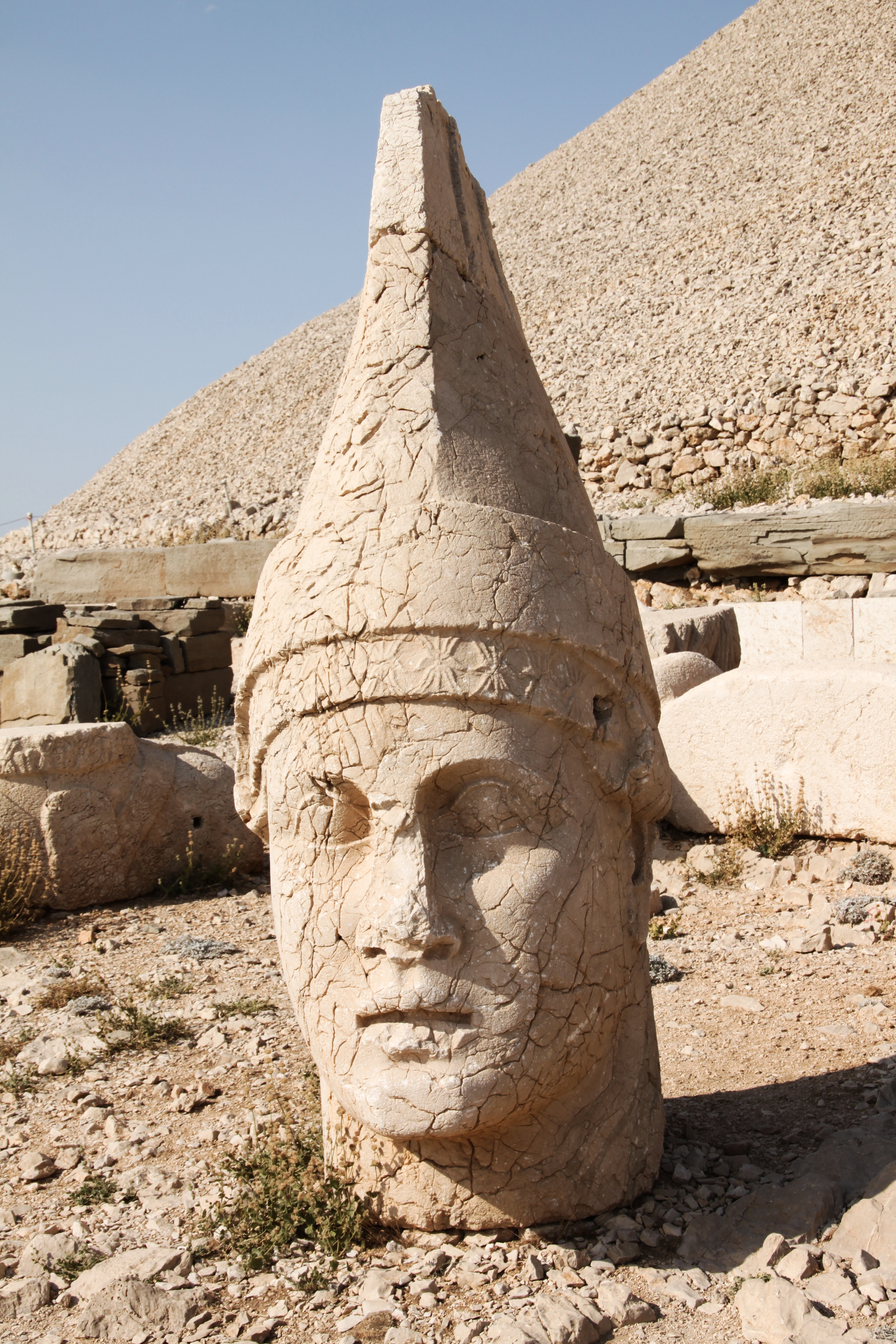
Terrassa oest: Caps d'Apol·lo/Mitra/Helios/Hermes
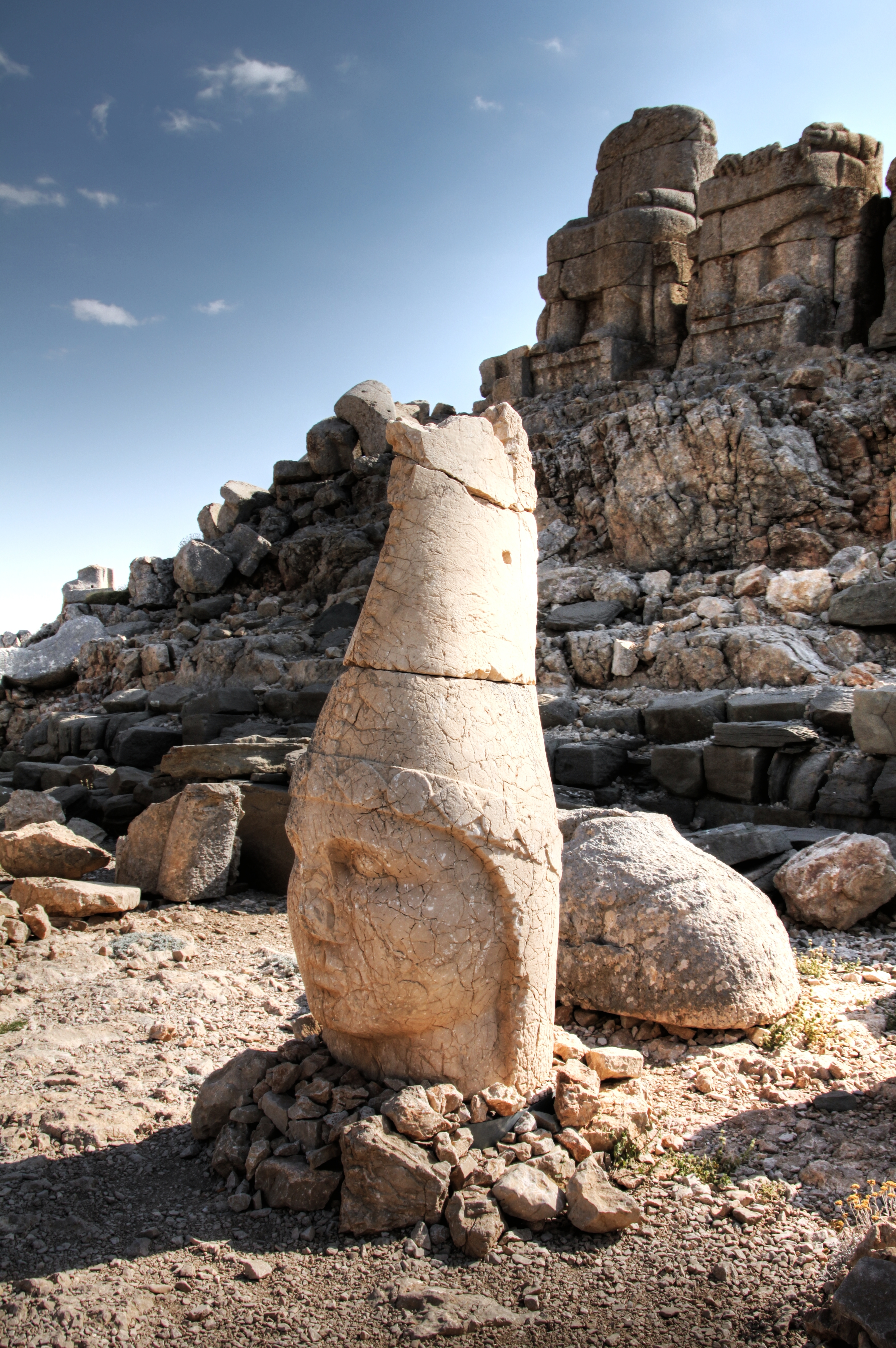
Terrassa est: Cap d'Apol·lo
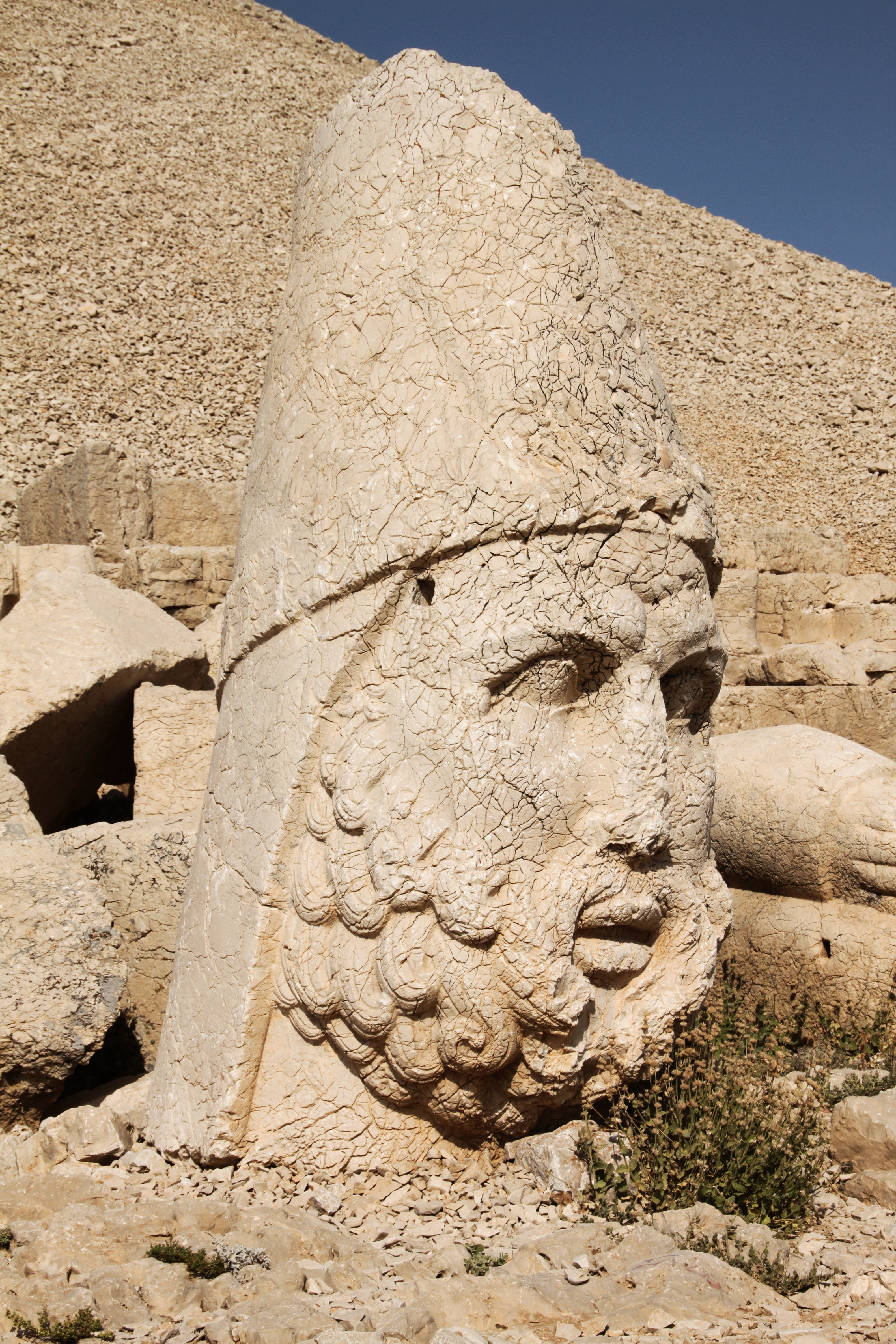
Terrassa oest: Zeus Oromasdes
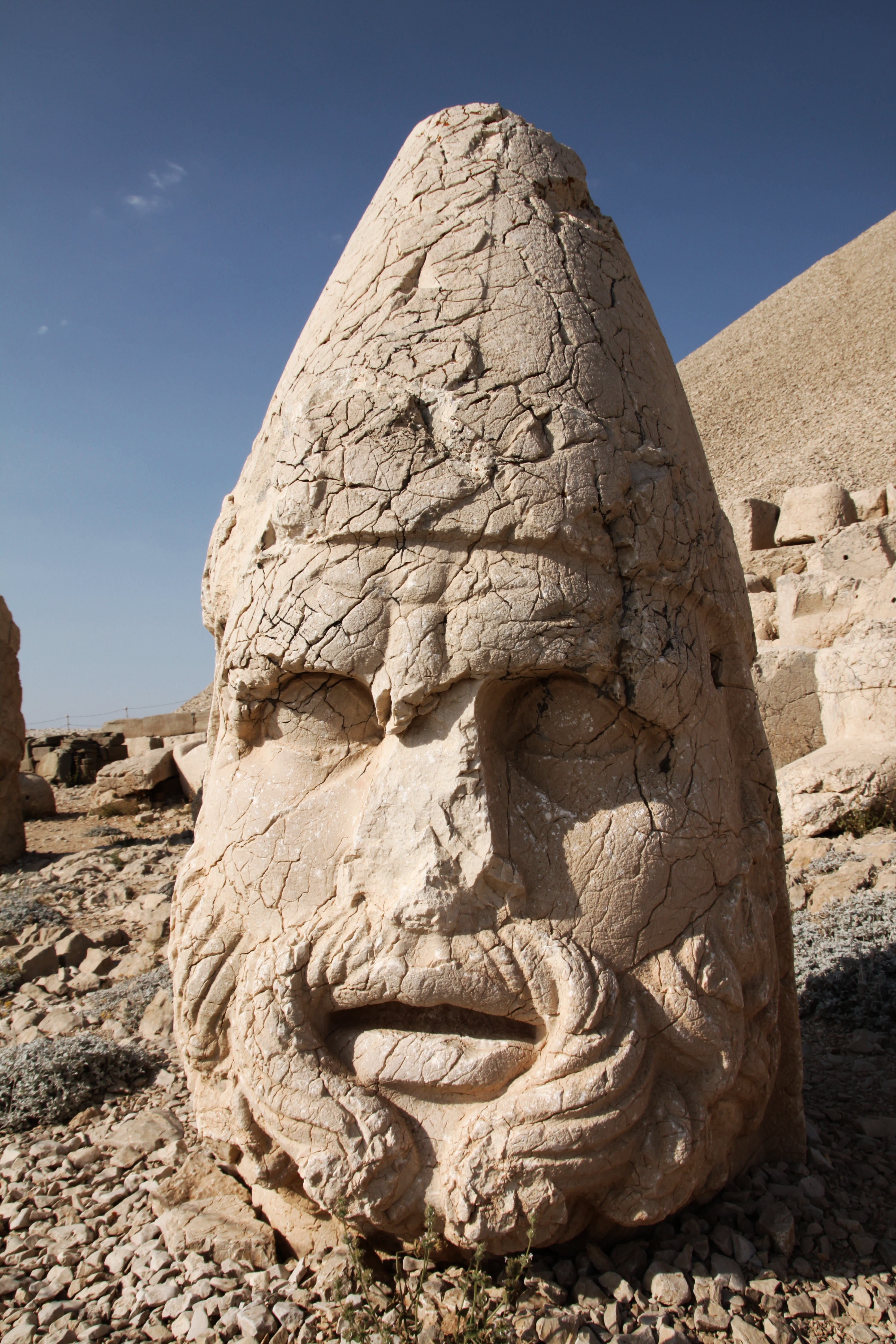
Terrassa oest: Heracles Artagnes Ares
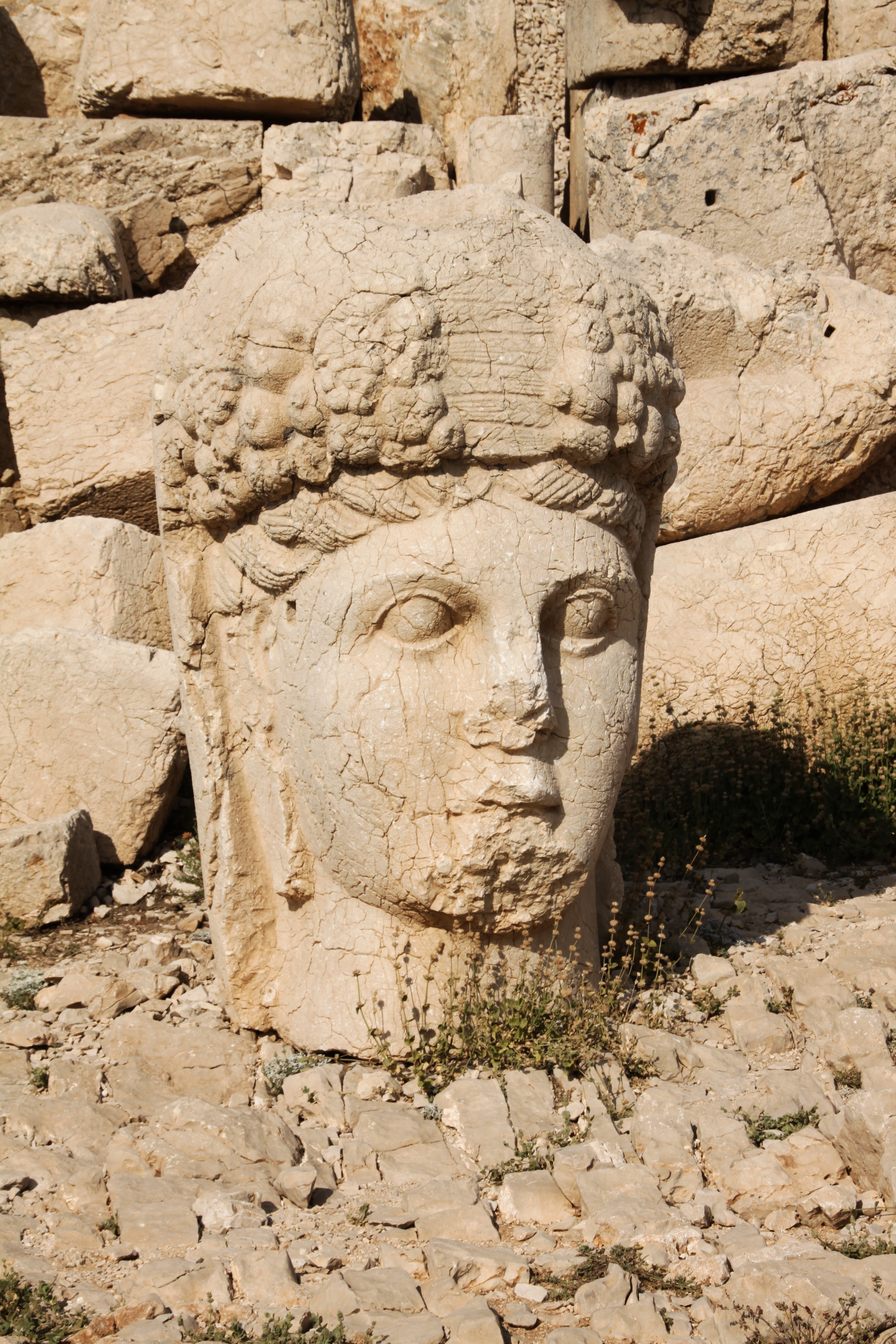
Terrassa oest: Cap de la Deessa de Kommagene (Tyche)
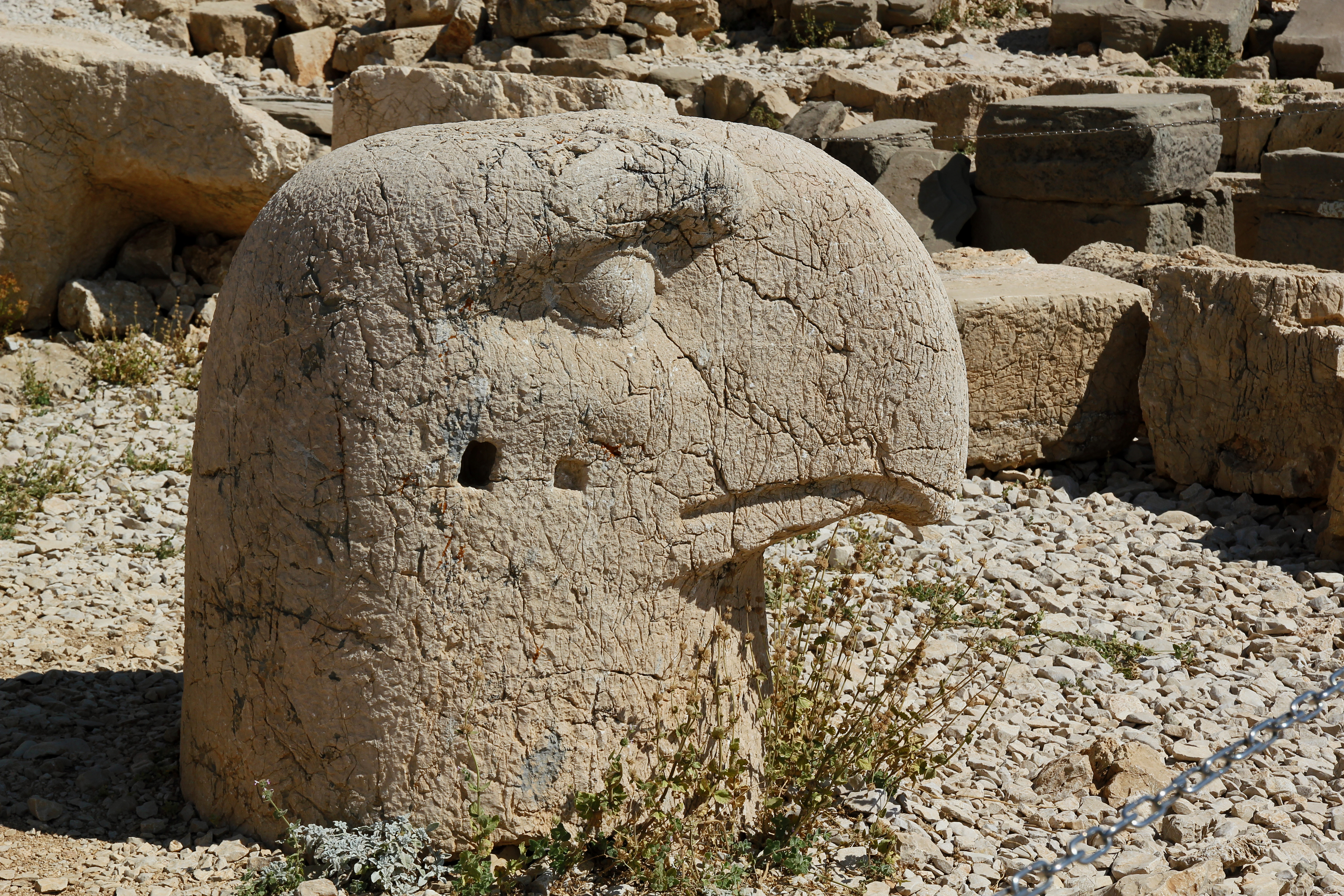
Terrassa oest: cap del déu Àliga persa
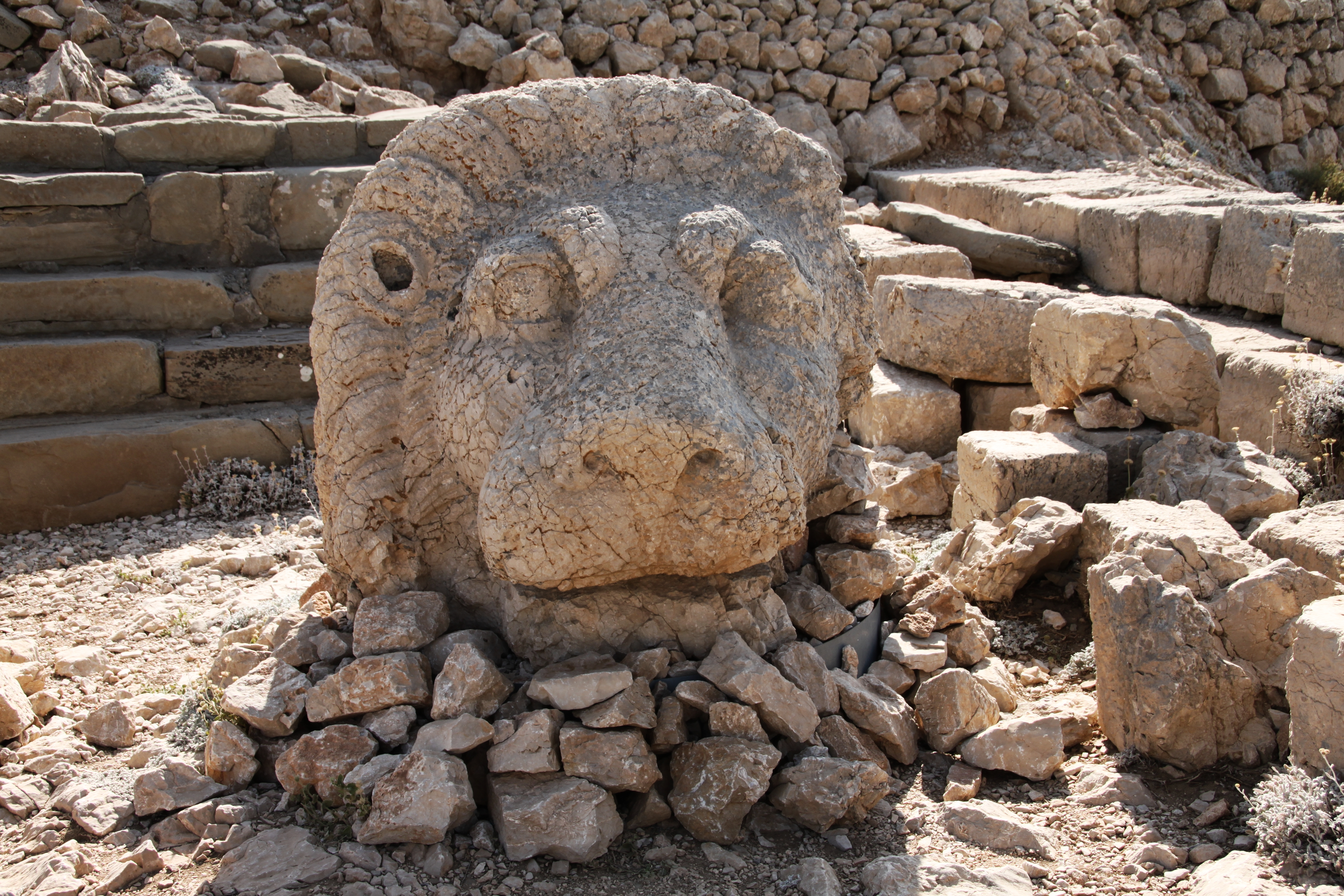
Terrassa est: cap de lleó
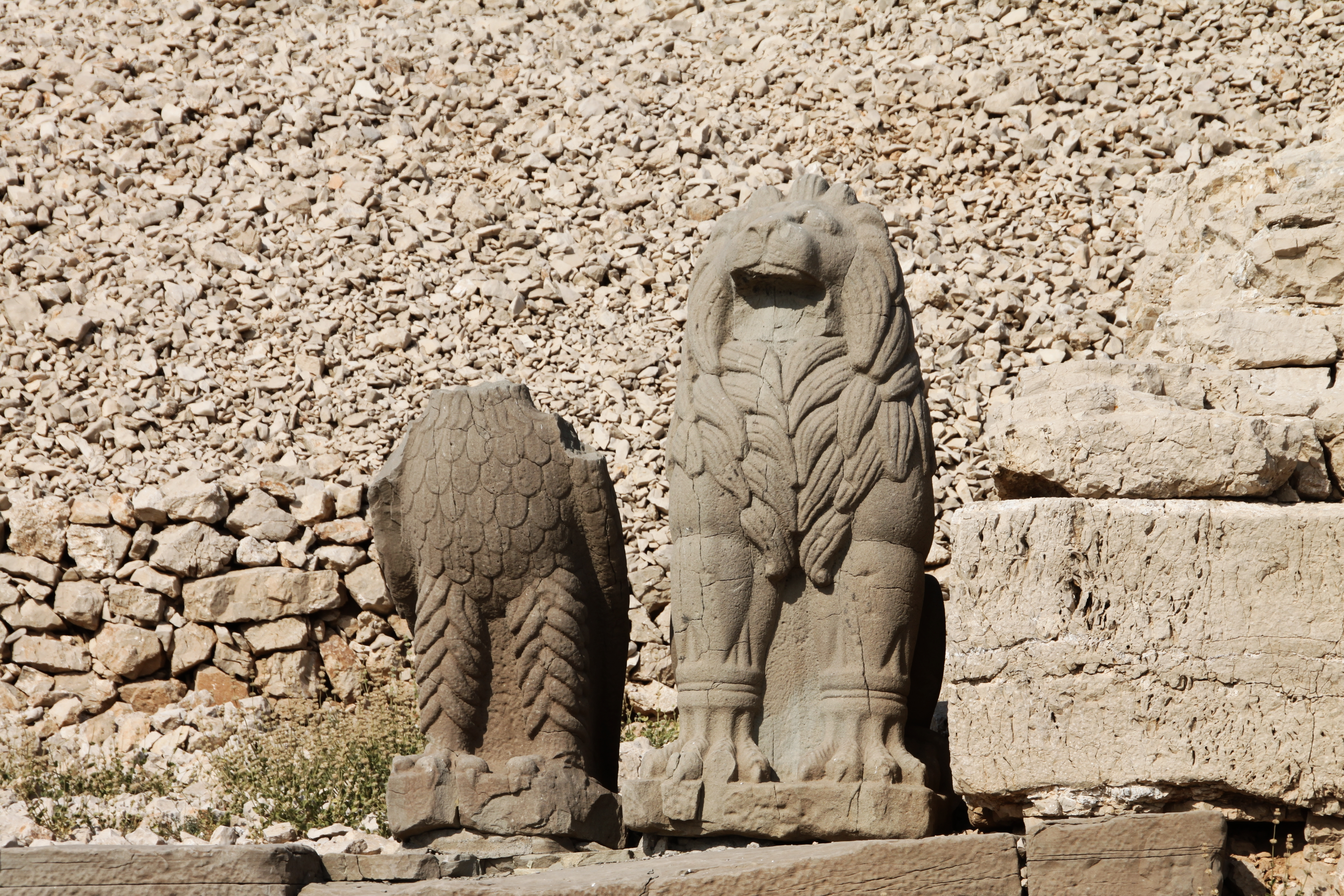
Terrassa oest: Àliga i Lleó
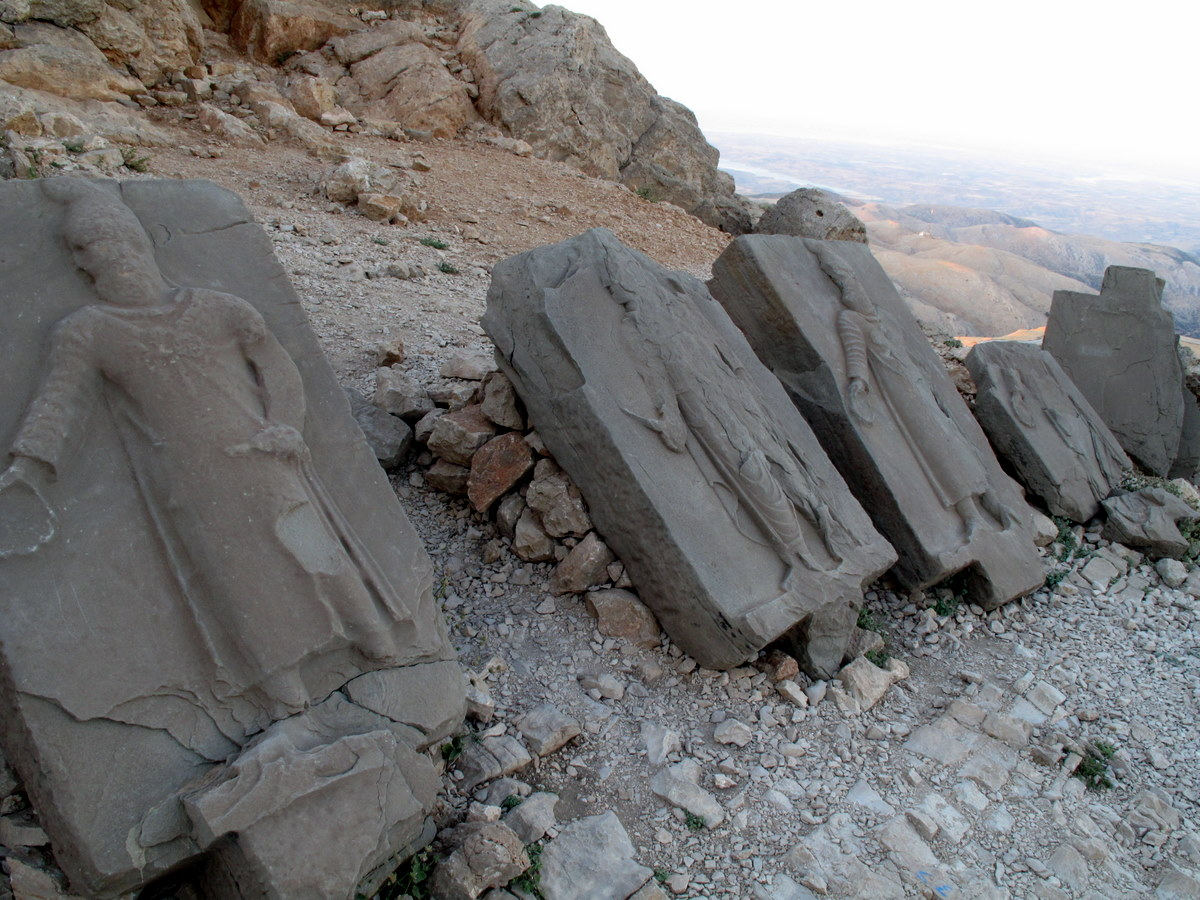
Terrassa oest: Esteles funeràries perses